# ام‌الغزلان (رامشیر)
ام‌الغزلان (رامشیر)، روستایی از توابع بخش مرکزی شهرستان رامشیر در استان خوزستان ایران است.

## جمعیت
این روستا در دهستان عبدلیه غربی قرار دارد و براساس سرشماری مرکز آمار ایران در سال ۱۳۸۵، جمعیت آن ۲۷ نفر (۶خانوار) بوده‌است.